# تاج‌الملوک کانادایی
تاج الملوک کانادایی (نام علمی: Aquilegia canadensis) نام یک گونه از تیره آلالگان است.

## نگارخانه

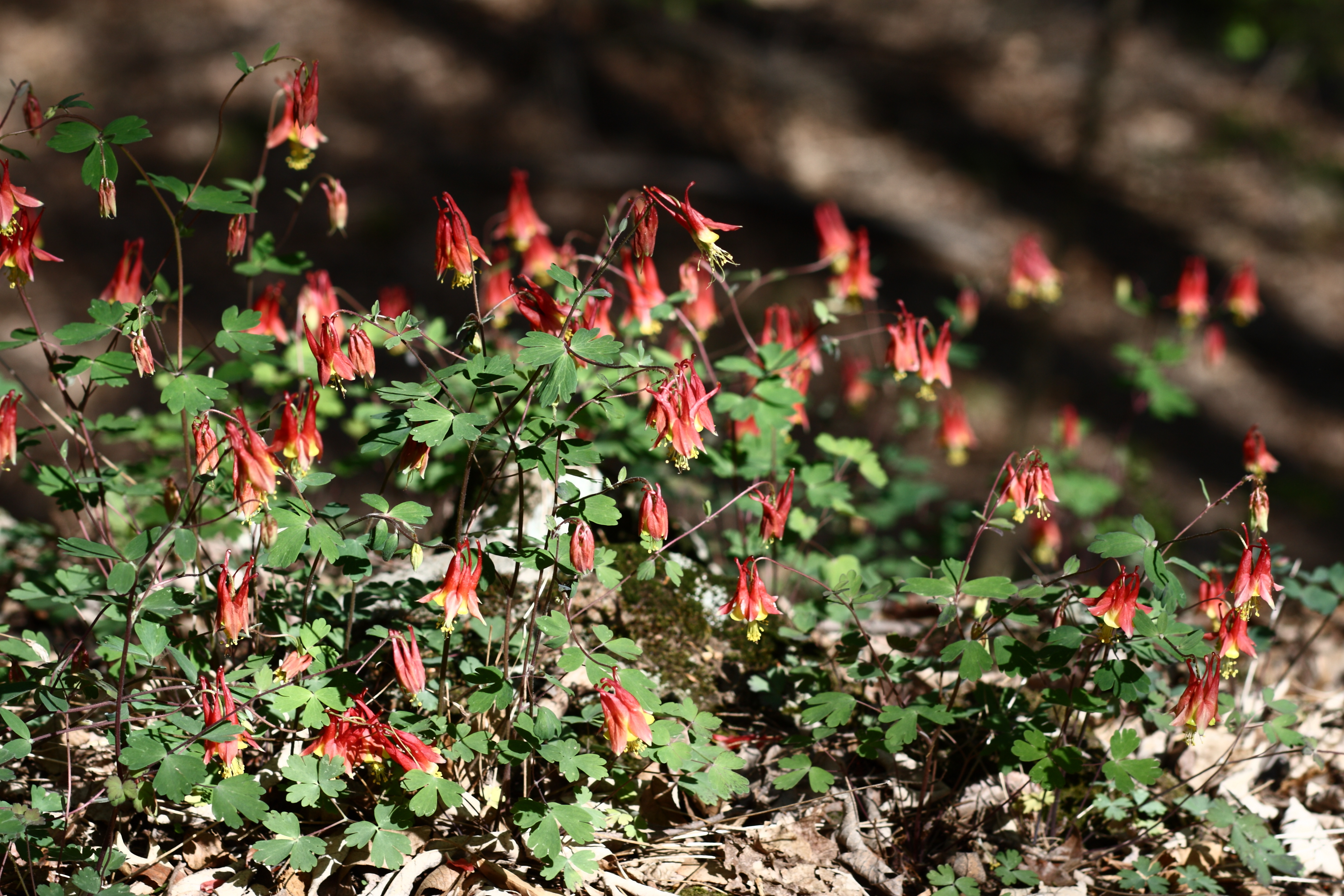
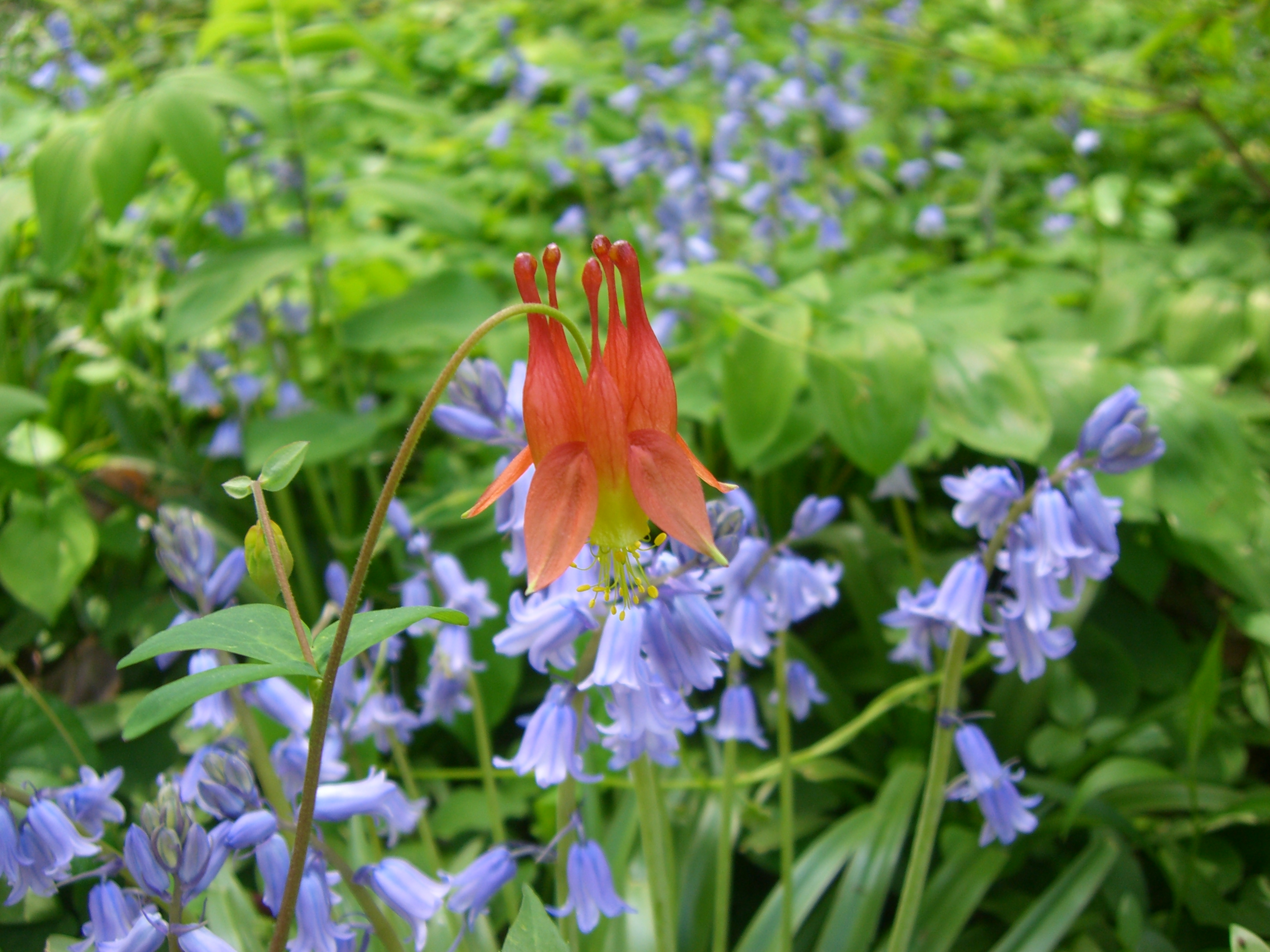
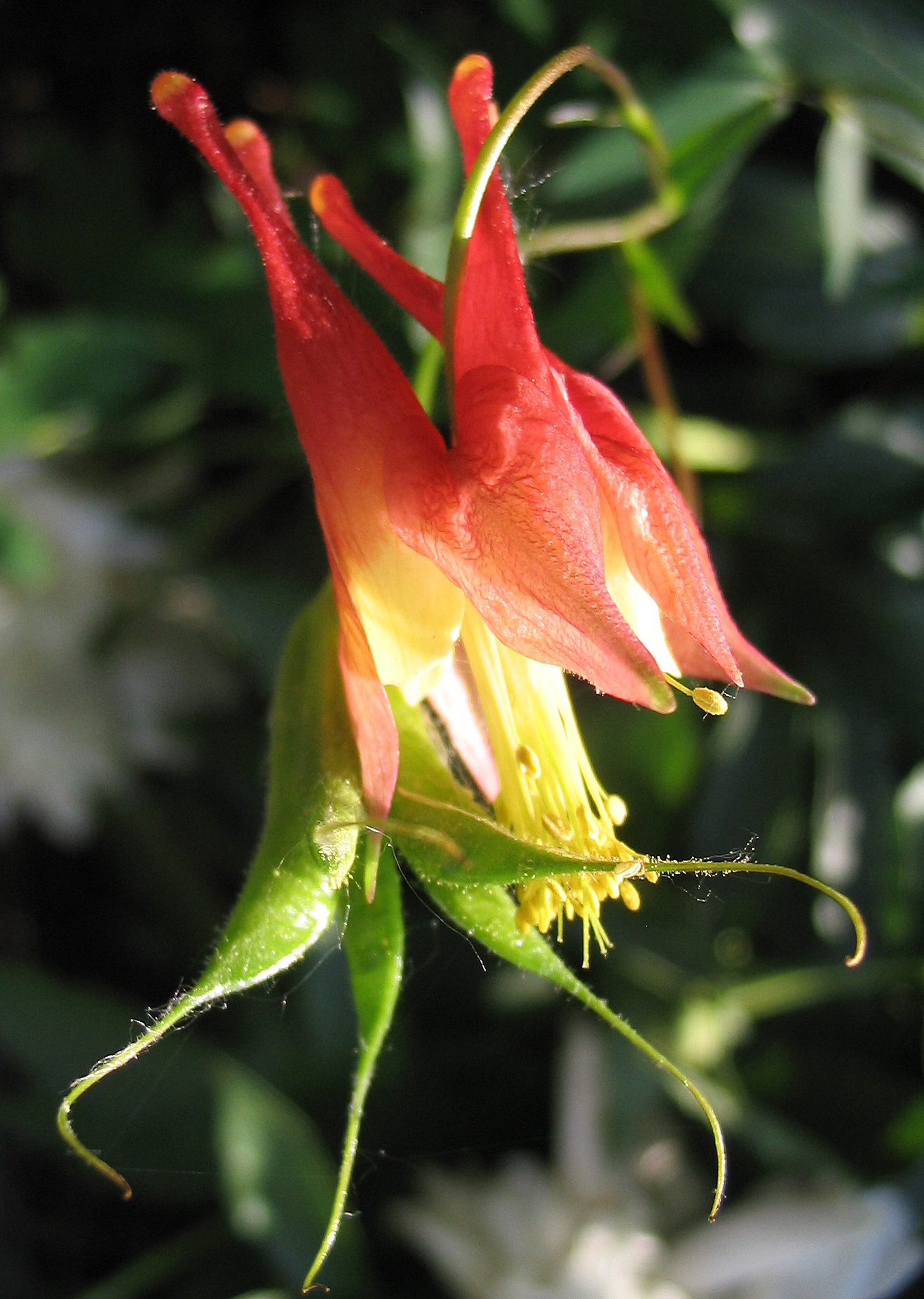
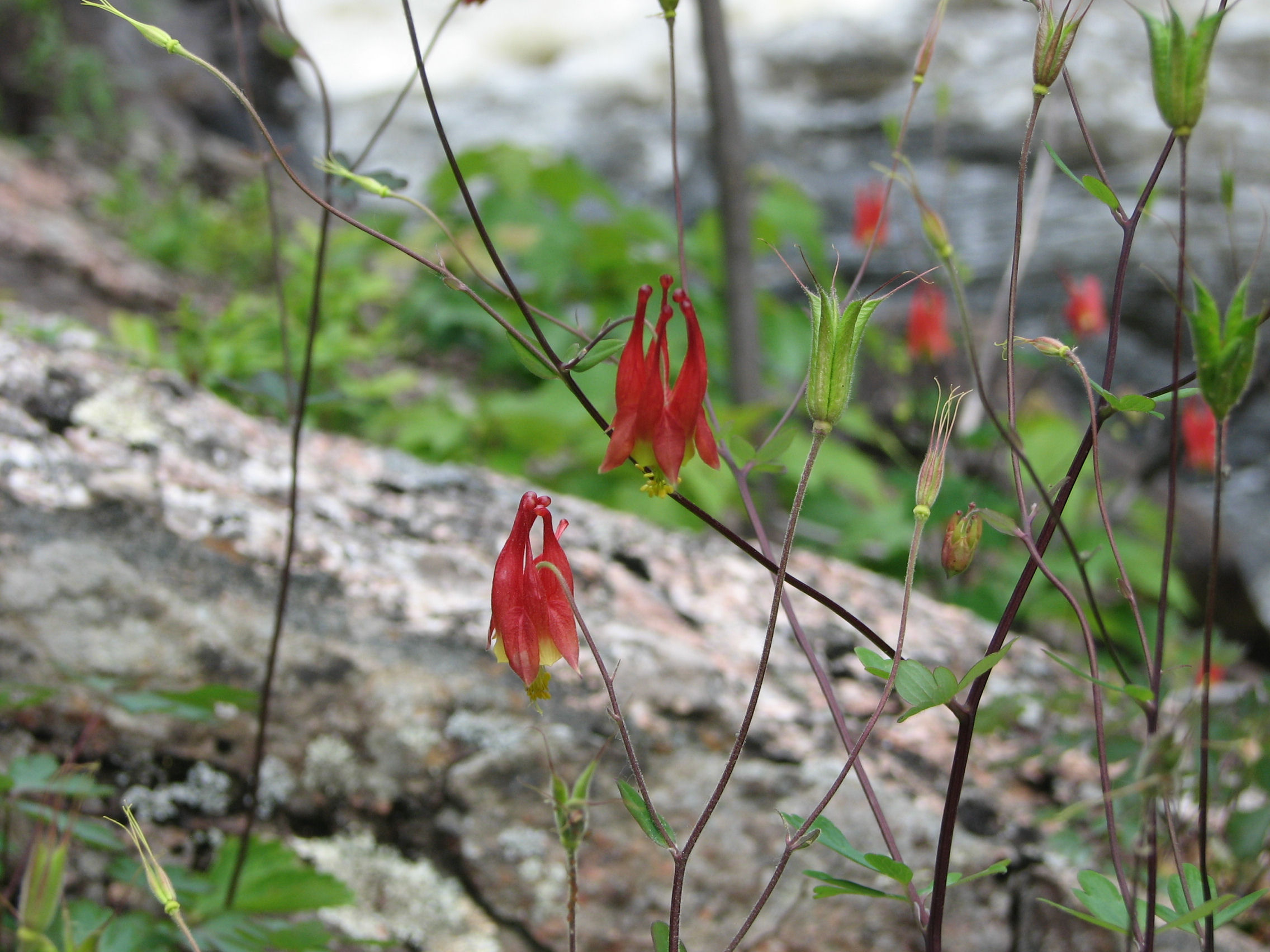
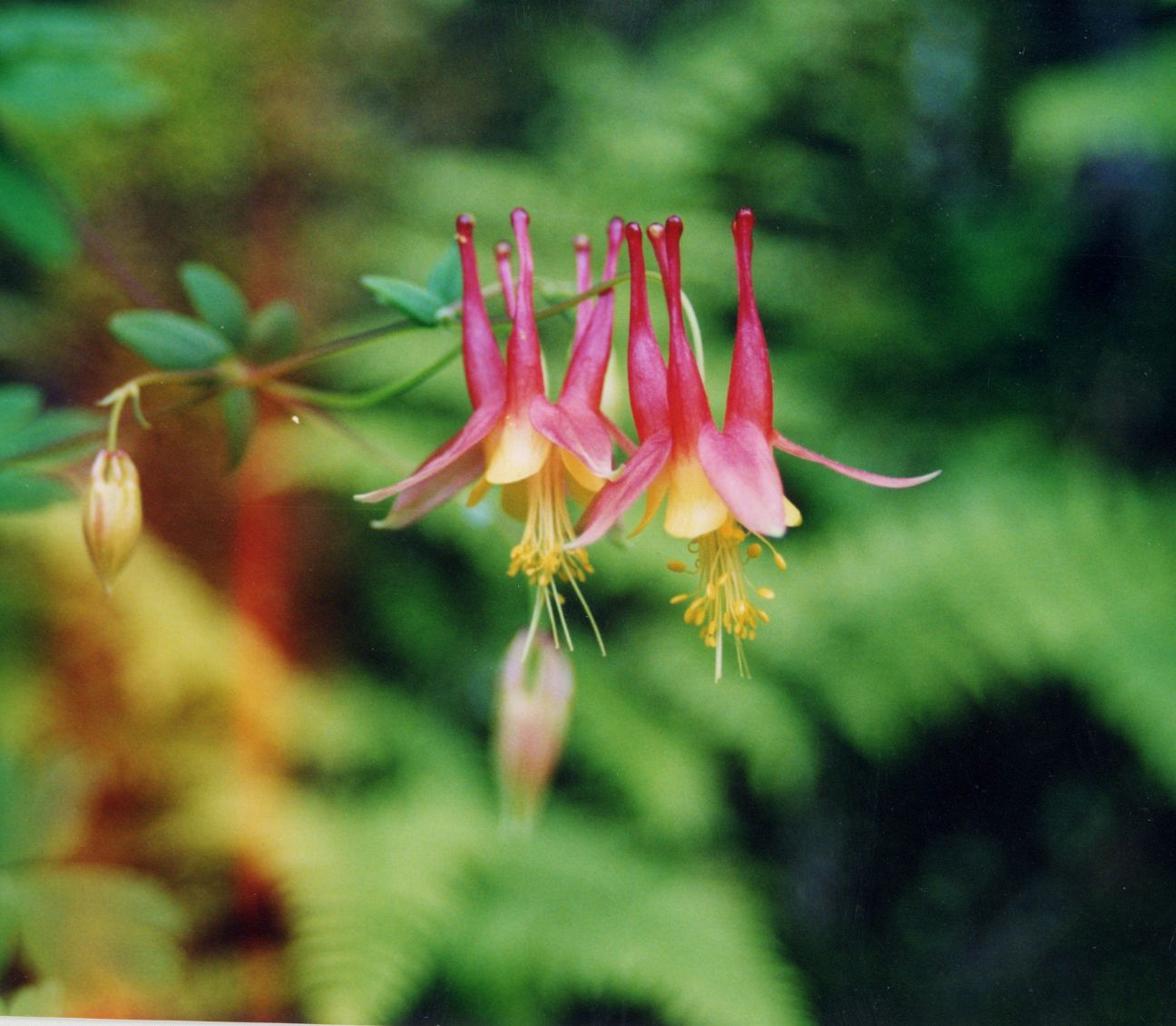
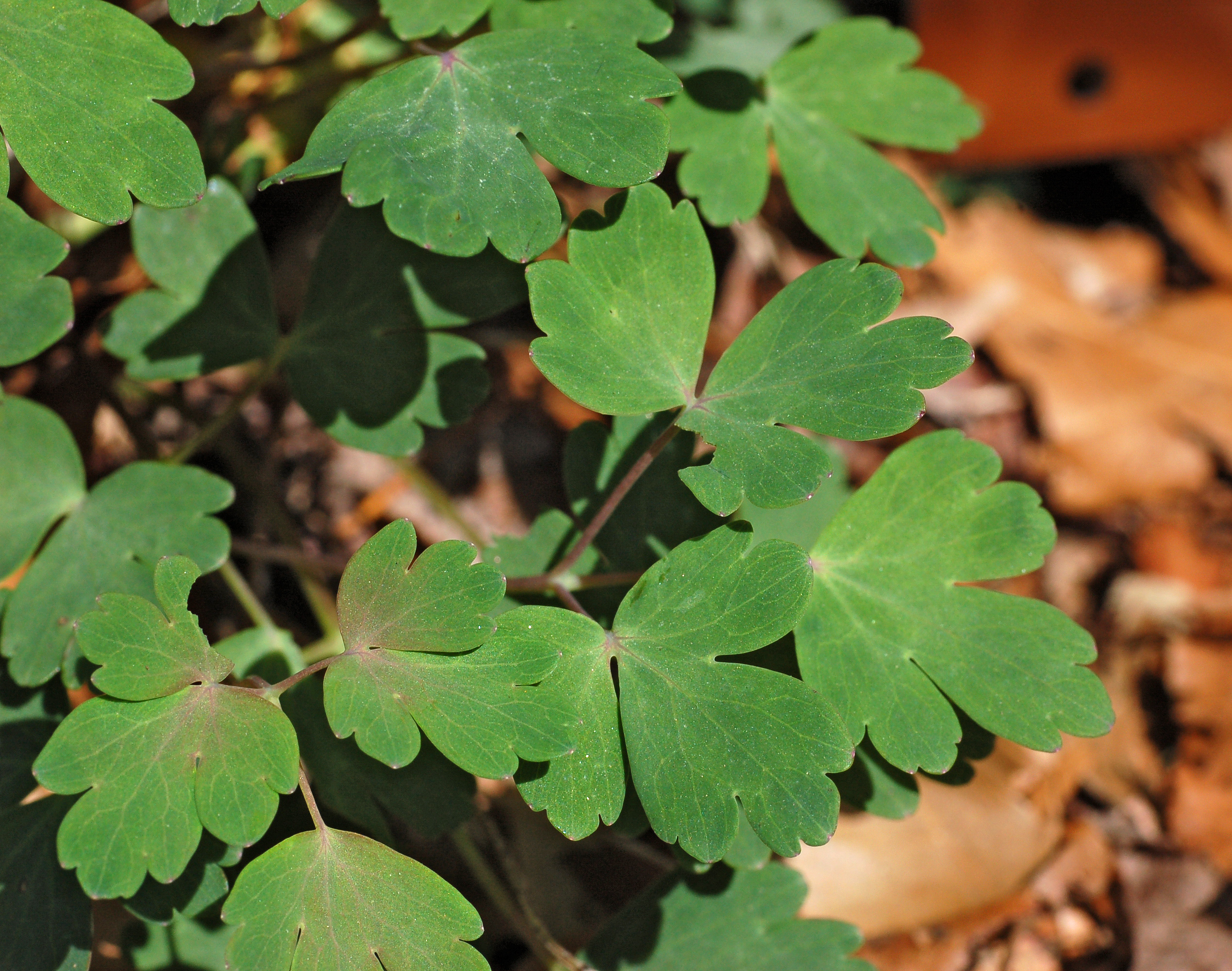